# Reprezentacja Polski w piłce nożnej kobiet

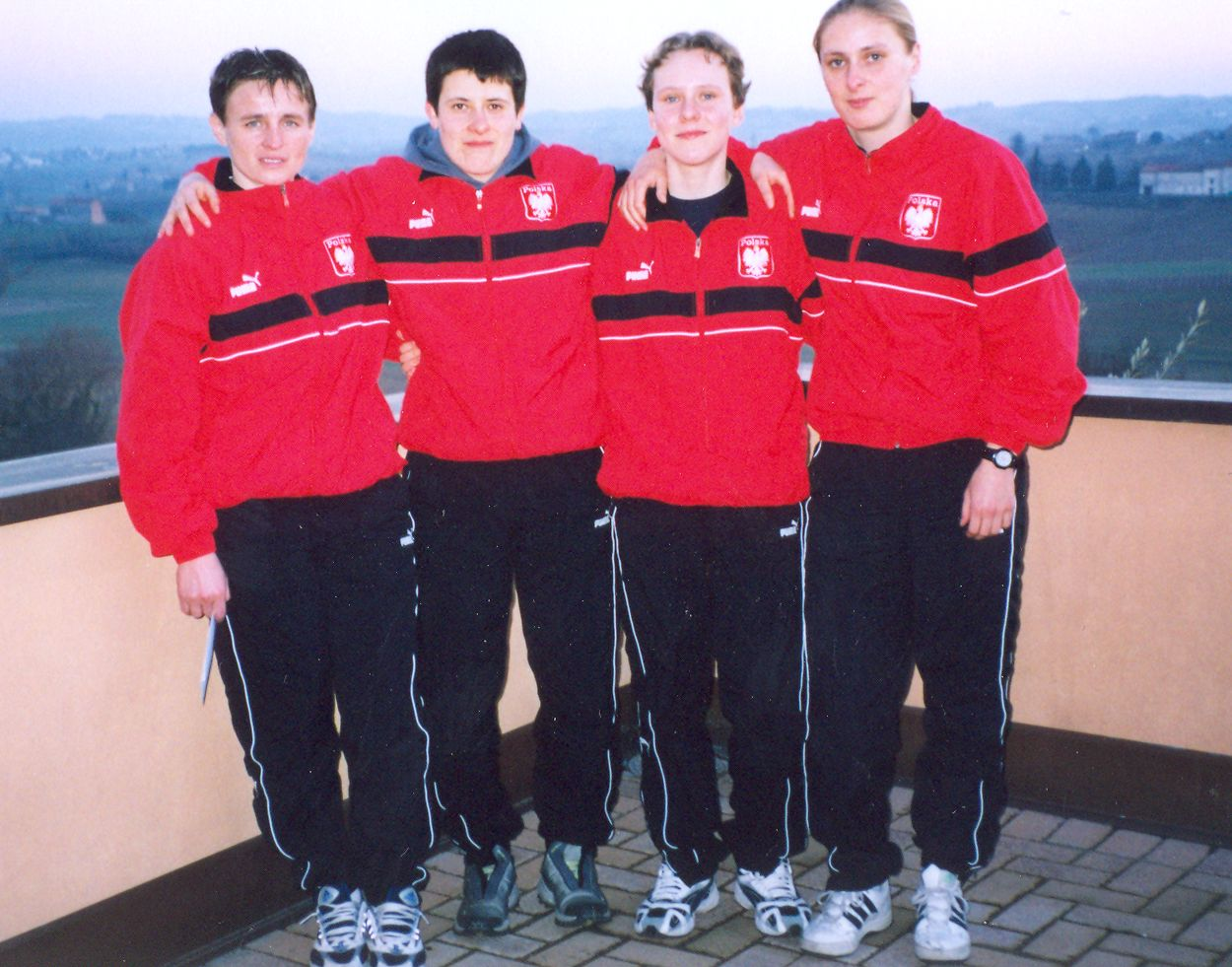
Reprezentantki Polski w 2004 r.: Maria Makowska, Anna Gawrońska, Marta Stobba, Justyna Białasek

Reprezentacja Polski w piłce nożnej kobiet – drużyna piłkarska, reprezentująca Rzeczpospolitą Polską w meczach i sportowych imprezach międzynarodowych, powoływana przez selekcjonera, w której mogą występować wyłącznie zawodniczki posiadające obywatelstwo polskie. Za jej funkcjonowanie odpowiedzialny jest Polski Związek Piłki Nożnej (PZPN).
Kobieca reprezentacja Polski jeden raz zakwalifikowała się na wielki międzynarodowy turniej (tj. igrzyska olimpijskie, mistrzostwa świata, mistrzostwa Europy) – w 2024 r. dzięki wygraniu eliminacyjnych barażów awansowała do ME 2025. Wcześniej jej największy sukces stanowiło wygranie swojej grupy w Dywizji B Ligi Narodów UEFA sezonu 2023/2024, skutkujące awansem do Dywizji A edycji 2025 (stanowiącej zarazem eliminacje mistrzostw Europy 2025). Najwyżej w rankingu FIFA żeńska kadra Polski sklasyfikowana była na 27. miejscu (maj 2010 r. i czerwiec 2025 r.), a najniżej na 36. miejscu (czerwiec 2018 r.).

## Historia

### Początki
Na fali sukcesów polskich piłkarzy, zarówno w wydaniu reprezentacyjnym (kadra narodowa pod wodzą selekcjonera Kazimierza Górskiego), jak i klubowym (występy Górnika Zabrze i Legii Warszawa w europejskich pucharach), w latach 70. XX wieku ta dyscyplina sportu przeżywała w „kraju nad Wisłą” apogeum popularności. W związku z tym coraz głośniej zaczęto mówić o konieczności propagowania futbolu kobiecego, który rozwijał się bardzo powoli i w pojedynczych ośrodkach. Utworzenie żeńskiej kadry narodowej to w głównej mierze zasługa kierowniczki sekcji piłkarskiej Czarnych Sosnowiec – Ireny Półtorak (ur. 1933, zm. 2013). Na początku lat 80. XX wieku kobiecy futbol działał nadal poza strukturą PZPN, dlatego w 1981 r. sosnowieccy działacze z Ireną Półtorak na czele wraz z władzami Checzy Gdynia - działając pod szyldem Komisji ds. Piłki Nożnej Kobiet (inna nazwa to: Komisja Piłkarstwa Kobiecego), funkcjonującej jako komórka organizacyjna podokręgu sosnowieckiego w Okręgowym Związku Piłki Nożnej Katowice - powołali reprezentację kraju, organizując również jej pierwsze zgrupowanie, a trenerzy tych klubów – Roman Bieszke i Tadeusz Maślak zostali pierwszymi w historii równorzędnymi selekcjonerami. Dzięki dobrym kontaktom z włoską federacją piłkarską (FIGC) udało się uzyskać zaproszenie na towarzyski mecz z reprezentacją Italii. W liczącej 14 piłkarek kadrze znalazły się zawodniczki Czarnych, Checzy, Polamu Warszawa, Telpodu Kraków, Pafawagu Wrocław i Waltera Radom, a pierwszą w historii kapitan drużyny narodowej została Zofia Klim. Główny Komitet Kultury Fizycznej i Sportu wyraził zgodę, by FIGC sfinansował wyjazd na to spotkanie. Doszło do niego 27 czerwca 1981 na Stadio Cibali w Katanii, a „Biało-Czerwone” uległy Włoszkom 3:0 (1:0). Grano 2x40 minut (co było wówczas powszechnie stosowaną praktyką na całym świecie w przypadku kobiecego futbolu), a na trybunach pojawiło się około 5 tys. kibiców. Pewne wątpliwości budzi charakter tego meczu. FIGC od początku traktowała go jako oficjalne spotkanie międzypaństwowe, natomiast dla PZPN przez długi czas nie było to oczywiste – dość powszechne były bowiem sugestie, by traktować ten pojedynek jako nieoficjalny, bowiem w 1981 r. Komisja Piłkarstwa Kobiecego nie znajdowała się w strukturach PZPN. Po meczu reprezentacja otrzymała zaproszenie na turniej towarzyski w San Remo, ale wszystkie plany - a przede wszystkim dalszy rozwój kobiecej piłki w Polsce - przekreśliło wprowadzenie stanu wojennego. Kolejne pojedynki reprezentacja zagrała dopiero 3 lata później. 12 lipca 1984 „Biało-Czerwone” – przegranym 1:4 (1:3) meczem przeciw Czechosłowacji w Piotrkowie Trybunalskim – zadebiutowały przed własną publicznością, zdobywając jednocześnie pierwszego gola (Iwona Zienkiewicz w 37. minucie na 1:3). W spotkaniu tym - w wieku 15 lat i 47 dni - w kadrze zadebiutowała Hanna Latoszek, która pozostaje najmłodszą piłkarską grającą w reprezentacji Polski. Mimo że od 1985 r. kobieca piłka nożna była już oficjalnie włączona w struktury PZPN, ze względów finansowych - do 1987 r. - Czechosłowaczki były jedynymi rywalkami Polek w oficjalnych spotkaniach międzypaństwowych. Pewien przełom nastąpił w 1988 r., bowiem od tego roku żeńska kadra rozpoczęła nieco dalsze wyjazdy meczowe. 26 czerwca 1988 rozegrała ona w Samokowie towarzyski pojedynek z Bułgarią, ulegając 2:1, a dodatkową ciekawostkę stanowi fakt, że swoje debiuty w drużynie narodowej zaliczyły dwie - jak się później okazało - jej wieloletnie gwiazdy: Maria Makowska i Marta Otrębska. 15 października 1989 nastąpił kolejny wielki przełom. Tego bowiem dnia, w Knurowie, „Biało-Czerwone” po raz pierwszy w dziejach wystąpiły w meczu o punkty (10 wcześniejszych spotkań miało charakter towarzyski). Tym historycznym pojedynkiem był mecz eliminacji do mistrzostw Europy 1991, stanowiący zarazem eliminacje do mistrzostwa świata 1991 przeciwko Francji, przegrany 1:3 (nadal grano 2x40 minut).

### Pierwszy turniej
Dopiero w 2025 polskie piłkarki ( pod wodzą Niny Patalon ) awansowały na pierwszą wielką imprezę. W barażach do mistrzostw Europy 2025 w Szwajcarii pokonały najpierw Rumunię 2:1 w Bukareszcie i 4:1 w Gdańsku oraz Austrię 1:0 w Gdańsku i 1:0 w Wiedniu. W grudniu 2024 odbyło się losowanie grup EURO 2025, Polki trafiło do grupy C z Niemcami, Szwecją i Danię. W pierwszym meczu przegrały z Niemkami 0:2. W drugim meczu również przegrały – ze Szwecją 0:3. W trzecim meczu pokonały Dunki 3:2, tym samym osiągnęły pierwsze, historyczne zwycięstwo na wielkim turnieju.

## Udział w turniejach międzynarodowych
| 1996 | Nie zakwalifikowała się    |
| 2000 | Nie zakwalifikowała się    |
| 2004 | Nie zakwalifikowała się    |
| 2008 | Nie zakwalifikowała się    |
| 2012 | Nie zakwalifikowała się    |
| 2016 | Nie zakwalifikowała się    |
| 2020 | Nie zakwalifikowała się    |
| 2024 | Nie zakwalifikowała się    |
| 2028 | Kwalifikacje do rozegrania |
| 2032 | Kwalifikacje do rozegrania |

| 1991 | Nie zakwalifikowała się    |
| 1995 | Nie zakwalifikowała się    |
| 1999 | Nie zakwalifikowała się    |
| 2003 | Nie zakwalifikowała się    |
| 2007 | Nie zakwalifikowała się    |
| 2011 | Nie zakwalifikowała się    |
| 2015 | Nie zakwalifikowała się    |
| 2019 | Nie zakwalifikowała się    |
| 2023 | Nie zakwalifikowała się    |
| 2027 | Kwalifikacje do rozegrania |
| 2031 | Kwalifikacje do rozegrania |
| 2035 | Kwalifikacje do rozegrania |

| 1984 | Nie brała udziału       | Nie brała udziału       |
| 1987 | Nie brała udziału       | Nie brała udziału       |
| 1989 | Nie brała udziału       | Nie brała udziału       |
| 1991 | Nie zakwalifikowała się | Nie zakwalifikowała się |
| 1993 | Nie zakwalifikowała się | Nie zakwalifikowała się |
| 1995 | Nie zakwalifikowała się | Nie zakwalifikowała się |
| 1997 | Nie zakwalifikowała się | Nie zakwalifikowała się |
| 2001 | Nie zakwalifikowała się | Nie zakwalifikowała się |
| 2005 | Nie zakwalifikowała się | Nie zakwalifikowała się |
| 2009 | Nie zakwalifikowała się | Nie zakwalifikowała się |
| 2013 | Nie zakwalifikowała się | Nie zakwalifikowała się |
| 2017 | Nie zakwalifikowała się | Nie zakwalifikowała się |
| 2022 | Nie zakwalifikowała się | Nie zakwalifikowała się |
| 2025 | Awans                   | Faza grupowa            |

### Liga Narodów
| Liga Narodów    | Liga Narodów | Liga Narodów      | Liga Narodów | Liga Narodów | Liga Narodów | Liga Narodów | Liga Narodów | Liga Narodów | Liga Narodów | Liga Narodów | Liga Narodów |
| Edycja          | Dywizja      | Etap              | Pozycja      | M            | W            | R            | P            | Pkt          | GZ           | GS           | BG           |
| --------------- | ------------ | ----------------- | ------------ | ------------ | ------------ | ------------ | ------------ | ------------ | ------------ | ------------ | ------------ |
| 2023/24         | B            | Faza grupowa (B3) | 1/4          | 6            | 5            | 1            | 0            | 16           | 11           | 4            | +7           |
| 2024 (eME 2025) | A            | Faza grupowa (A4) | 4/4          | 6            | 0            | 0            | 6            | 0            | 4            | 17           | -13          |
| 2025            | B            | Faza grupowa (B1) | 1/4          | 6            | 5            | 1            | 0            | 16           | 16           | 2            | +14          |

## Rekordzistki

### Najwięcej występów
Od 3 grudnia 2024 najwybitniejsze polskie piłkarki należą - wraz z najwybitniejszymi piłkarzami - do Klubu Wybitnych Reprezentantów, który do tego dnia nosił nazwę Klub Wybitnego Reprezentanta, zrzeszając wyłącznie mężczyzn. Pierwotne plany władz PZPN dotyczyły utworzenia w 2023 r. Klubu Wybitnej Reprezentantki, co zapisano w dokumencie pn. „Strategia piłki nożnej kobiet w Polsce na lata 2022–2026”.
Lista zawodniczek z największą liczbą oficjalnych spotkań międzypaństwowych w polskiej drużynie narodowej w kategorii A (wszystkie dane według stanu na 12 lipca 2025, po meczu z Danią). Pogrubiono piłkarki obecnie aktywne w grze reprezentacyjnej. Zawodniczki z taką samą liczbą występów uszeregowano w kolejności chronologicznej.
| Lp. | Zawodniczka            | Lata      | Mecze | Gole |
| --- | ---------------------- | --------- | ----- | ---- |
| 1.  | Maria Makowska         | 1988–2010 | 111   | 5    |
| 2.  | Agnieszka Winczo       | 2004–2020 | 109   | 37   |
| 3.  | Ewa Pajor              | 2013–     | 104   | 69   |
| 4.  | Ewelina Kamczyk        | 2014–     | 103   | 17   |
| 5.  | Marta Otrębska         | 1988–2007 | 101   | 48   |
| 6.  | Martyna Wiankowska     | 2015–     | 96    | 12   |
| 7.  | Dominika Grabowska     | 2014–     | 90    | 9    |
| 8.  | Agnieszka Szondermajer | 1991–2005 | 90    | 33   |
| 9.  | Jolanta Siwińska       | 2009–2021 | 88    | 2    |
| 10. | Natalia Chudzik        | 2008–2021 | 87    | 7    |

### Najwięcej bramek
Lista zawodniczek z największą liczbą strzelonych goli w oficjalnych spotkaniach międzypaństwowych w polskiej drużynie narodowej w kategorii A (wszystkie dane według stanu na 12 lipca 2025, po meczu z Danią). Pogrubiono piłkarki obecnie aktywne w grze reprezentacyjnej. Zawodniczki z taką samą liczbą zdobytych bramek uszeregowano w kolejności chronologicznej.
| Lp. | Zawodniczka            | Lata      | Gole | Mecze |
| --- | ---------------------- | --------- | ---- | ----- |
| 1.  | Ewa Pajor              | 2013–     | 69   | 104   |
| 2.  | Marta Otrębska         | 1988–2007 | 48   | 101   |
| 3.  | Agnieszka Winczo       | 2004–2020 | 37   | 109   |
| 4.  | Agnieszka Szondermajer | 1991–2005 | 33   | 90    |
| 5.  | Anna Żelazko           | 2001–2013 | 27   | 79    |
| 6.  | Patrycja Pożerska      | 2001–2016 | 23   | 84    |
| 7.  | Jolanta Nieczypor      | 1990–1999 | 17   | 36    |
| 7.  | Ewelina Kamczyk        | 2014–     | 17   | 103   |
| 9.  | Agnieszka Leonowicz    | 1993–2004 | 16   | 64    |
| 10. | Patrycja Balcerzak     | 2011–2021 | 15   | 78    |

### Kapitanki
Lista zawodniczek z największą liczbą oficjalnych spotkań międzypaństwowych w polskiej drużynie narodowej w kategorii A w roli kapitana drużyny (wszystkie dane według stanu na 12 lipca 2025, po meczu z Danią). Pogrubiono piłkarki obecnie aktywne w grze reprezentacyjnej. Zawodniczki z taką samą liczbą występów uszeregowano w kolejności chronologicznej.
| Lp. | Zawodniczka          | Mecze jako kapitan |
| --- | -------------------- | ------------------ |
| 1.  | Maria Makowska       | 87                 |
| 2.  | Ewa Pajor            | 40                 |
| 3.  | Aleksandra Sikora    | 36                 |
| 4.  | Katarzyna Kiedrzynek | 28                 |
| 5.  | Marta Stobba         | 21                 |
| 6.  | Anna Żelazko         | 18                 |
| 7.  | Luiza Pendyk         | 15                 |
| 8.  | Zofia Wojtas         | 13                 |
| 9.  | Dominika Maciaszczyk | 12                 |
| 10. | Paulina Dudek        | 10                 |

### Rekordy i ciekawostki
- Najmłodsza zawodniczka i debiutantka: Hanna Latoszek (Czarni Sosnowiec) – 15 lat i 47 dni (12.07.1984, Piotrków Trybunalski mecz towarzyski Polska – Czechosłowacja 1:4)[26]
- Najstarsza zawodniczka: Maria Makowska (SV 67 Weinberg) – 41 lat i 114 dni (19.05.2010, Szczecin mecz towarzyski Polska – Włochy 1:5)[26]
- Najstarsza debiutantka: Julita Werner (Iskra Szczecin) – 30 lat i 333 dni (06.05.1990, Bobrujsk mecz towarzyski ZSRR – Polska 0:2)[26]
- Najwięcej razy jako najmłodsza kadrowiczka na boisku: 25 meczów – Dominika Grabowska[26]
- Najwięcej razy jako najstarsza kadrowiczka na boisku: 43 mecze – Marta Otrębska[26]
- Najmłodsza zdobywczyni gola: Dominika Grabowska (AZS Wrocław) – 16 lat i 47 dni (11.02.2015, Lipót mecz towarzyski Węgry – Polska 2:7)[26]
- Najstarsza zdobywczyni gola: Maria Makowska (Post SV Nürnberg) – 37 lat i 241 dni (23.09.2006, Kutno mecz eMŚ Polska – Belgia 4:2)[26]
- Najwięcej goli w meczu: 6[26]
  - Marta Otrębska (Czarni Sosnowiec) – 25.02.1998, Ramat Gan mecz towarzyski Izrael – Polska 0:13[26]
  - Nikola Karczewska (FC Fleury 91) – 07.04.2022, Gdynia mecz eMŚ Polska – Armenia 12:0[26]
- Zdobywczyni pierwszego gola: Iwona Zienkiewicz (Pafawag Wrocław) – 12.07.1984, Piotrków Trybunalski mecz towarzyski Polska – Czechosłowacja 1:4 (w 37. min. na 1:3)[27][9]
- Zdobywczyni pierwszego gola głową: Iwona Zienkiewicz (Pafawag Wrocław) – 12.07.1984, Piotrków Trybunalski mecz towarzyski Polska – Czechosłowacja 1:4 (w 37. min. na 1:3)[27][9]
- Zdobywczyni pierwszego gola z rzutu wolnego: Iwona Zienkiewicz (Pafawag Wrocław) – 28.06.1986, Karwina mecz towarzyski Czechosłowacja – Polska 1:1 (w 46. min. na 1:1)[27][28]
- Zdobywczyni pierwszego gola z rzutu karnego: Maria Makowska (Pafawag Wrocław) – 15.10.1989, Knurów mecz eME Polska – Francja 1:3 (w 58. min. na 1:3)[27][29]
- Zdobywczyni pierwszego gola z rzutu rożnego: Natalia Pakulska (Medyk Konin) – 11.03.2014, Umag mecz towarzyski Polska – Węgry 1:4 (w 47. min. na 1:2)[27][30]
- Zdobywczyni pierwszego hat tricka: Jolanta Nieczypor (FC Rumeln-Kaldenhausen) – 12.09.1995, Gorlice mecz eME Polska – Estonia 9:0 (14. min., 25. min., 46. min.)[27]
- Zdobywczyni pierwszego gola na mistrzostwach Europy: Natalia Padilla-Bidas (Sewilla) – 12.07.2025,  Lucerna ME Polska – Dania 3:2 ( 13. min. na 1:0)[31][32]
- Najwięcej meczów bez puszczonego gola: 24 – Katarzyna Kiedrzynek[26]
- Najwięcej czasu bez puszczonego gola: 803 minuty – Agnieszka Gajdecka[26]
- Najdłuższa przerwa meczów w kadrze: 10 lat i 188 dni – Joanna Operskalska[26]
- Klub z największą liczbą kadrowiczek w meczu: AZS Wrocław – 9 zawodniczek[26]
  - 19.03.2005, Tapolca mecz towarzyski Węgry – Polska 0:4[26]
  - 30.03.2006, Aranda de Duero mecz eMŚ Hiszpania – Polska 7:0[26]

## Dotychczasowi selekcjonerzy
- Tadeusz Maślak i Roman Bieszke (27 czerwca 1981)[33] – 1 mecz
- Jerzy Pach (lipiec 1984 – grudzień 1985) – 2 mecze
- Józef Kopeć (1986–1989) – 9 meczów
- Józef Drabicki (1990) – 4 mecze
- Jerzy Miedziński (1991) – 11 meczów
- Władysław Szyngiera (grudzień 1991 – grudzień 1998) – 53 mecze
- Leszek Baczyński (styczeń 1999 – grudzień 1999) – 6 meczów
- Albin Wira (luty 2000 – 18 września 2003) – 22 mecze
- Jan Stępczak (18 września 2003 – 10 czerwca 2009) – 44 mecze
- Robert Góralczyk (11 czerwca 2009 – 11 stycznia 2011) – 14 meczów
- Roman Jaszczak (11 stycznia 2011 – 21 lutego 2013) – 15 meczów
- Wojciech Basiuk (21 lutego 2013 – 7 lipca 2016)[34] – 46 meczów
- Miłosz Stępiński (7 lipca 2016 – 15 marca 2021)[35] – 43 mecze
- Nina Patalon (15 marca – 28 kwietnia 2021 selekcjonerka tymczasowa, od 29 kwietnia 2021 selekcjonerka stała)[36] – 52 mecze

## Najwyższe frekwencje
5 kwietnia 2019 na Stadionie Miejskim w Lublinie, w towarzyskim meczu z Włochami ustanowiono domowy rekord frekwencji na trybunach – 7205 widzów. Poprawiono go - na tym samym obiekcie - 12 listopada 2019 w spotkaniu z Hiszpanią w ramach eliminacji mistrzostw Europy 2022 – 7528 widzów. Po raz kolejny stało się to 17 września 2021 na Polsat Plus Arenie Gdańsk podczas eliminacyjnego meczu do mistrzostw świata 2023 z Belgią – 8011 widzów, a następnie 29 października 2024 na tym samym obiekcie w spotkaniu barażowym do mistrzostw Europy 2025 z Rumunią – 8449 widzów. Nowy rekord frekwencji został ustanowiony 3 czerwca 2025 na Polsat Plus Arenie Gdańsk w meczu Grupy B1 Ligi Narodów UEFA 2025 z Rumunią – 10 685 widzów.
Najwyższa frekwencja w spotkaniu „Biało-Czerwonych”, rozgrywanym poza granicami Polski (tj. meczu wyjazdowego lub meczu na neutralnym terenie) wynosi 18 765, a miała miejsce 31 maja 2024 na Ostseestadion w Rostocku podczas przegranego 4:1 pojedynku eliminacji do ME 2025 z Niemkami. To jednocześnie rekordowa frekwencja w spotkaniu żeńskiej reprezentacji Polski w ogóle. Wcześniej rekord wynosił 18 305 widzów, a został osiągnięty 24 sierpnia 2011 na Stade Félix-Bollaert w Lens podczas przegranego 2:0 towarzyskiego spotkania z Francją.

## Aktualna kadra
Powołania na mecze ME w piłce nożnej kobiet 2025 z Niemcami, Szwecją i Danią w dniach 4, 8 i 12 lipca 2025:
| Imię i nazwisko       | Data urodzenia | Mecze     | Gole      | Obecny klub         |           |
| Bramkarki             | Bramkarki      | Bramkarki | Bramkarki | Bramkarki           | Bramkarki |
| --------------------- | -------------- | --------- | --------- | ------------------- | --------- |
| Kinga Szemik          | 25.10.1997     | 31        | 0         | West Ham United     |           |
| Kinga Seweryn         | 31.03.2005     | 0         | 0         | GKS Katowice        |           |
| Natalia Radkiewicz    | 08.08.2003     | 2         | 0         | Pogoń Szczecin      |           |
| Obrończynie           |                |           |           |                     |           |
| Sylwia Matysik        | 20.05.1997     | 67        | 0         | 1. FC Koln          |           |
| Kayla Adamek          | 01.02.1995     | 23        | 2         | Ottawa Rapid        |           |
| Małgorzata Mesjasz    | 12.06.1997     | 52        | 4         | AC Milan            |           |
| Paulina Dudek         | 16.06.1997     | 61        | 7         | Paris Saint-Germain |           |
| Oliwia Woś            | 15.08.1999     | 25        | 0         | FC Basel Frauen     |           |
| Wiktoria Zieniewicz   | 09.05.2002     | 24        | 0         | FC Basel Frauen     |           |
| Emilia Szymczak       | 17.06.2006     | 14        | 0         | Barcelona B         |           |
| Martyna Wiankowska    | 24.12.1996     | 96        | 12        | 1. FC Koln          |           |
| Pomocniczki           |                |           |           |                     |           |
| Ewelina Kamczyk       | 22.02.1996     | 103       | 17        | FC Fleury 91        |           |
| Dominika Grabowska    | 26.12.1998     | 90        | 9         | TSG 1899 Hoffenheim |           |
| Adriana Achcińska     | 22.04.2002     | 45        | 7         | 1. FC Koln          |           |
| Tanja Pawollek        | 18.01.1999     | 29        | 1         | Eintracht Frankfurt |           |
| Martyna Brodzik       | 07.07.2001     | 6         | 0         | Pogoń Szczecin      |           |
| Milena Kokosz         | 17.08.2001     | 10        | 1         | Åsane Fotball       |           |
| Klaudia Słowińska     | 13.08.1999     | 9         | 1         | GKS Katowice        |           |
| Napastniczki          |                |           |           |                     |           |
| Ewa Pajor             | 03.12.1996     | 104       | 69        | FC Barcelona        |           |
| Natalia Padilla-Bidas | 06.11.2002     | 47        | 13        | Sevilla FC          |           |
| Klaudia Jedlińska     | 15.10.2002     | 15        | 1         | Dijon FCO           |           |
| Paulina Tomasiak      | 02.06.2002     | 9         | 4         | Górnik Łęczna       |           |
| Nadia Krezyman        | 22.06.2004     | 12        | 1         | Dijon FCO           |           |
| Weronika Zawistowska  | 17.12.1999     | 43        | 8         | Bayern Monachium    |           |